# Mimosa tremula
Mimosa tremula är en ärtväxtart som beskrevs av George Bentham. Mimosa tremula ingår i släktet mimosor, och familjen ärtväxter.

## Underarter
Arten delas in i följande underarter:
- M. t. tenuis
- M. t. tremula